# イザベル・ド・クレルモン
イザベル・ド・クレルモン（Isabelle de Clermont, 1424年頃 コペルティーノ - 1465年3月30日 ナポリ）は、南伊ナポリ王国のフランス系貴族の女性で、ナポリ王フェルディナンド1世（ドン・フェランテ）の最初の王妃となった。イタリア語でイザベッラ・ディ・キアロモンテ（Isabella di Chiaromonte）。ナポリの従属邦ターラント公国最後の君主であったため、イザベッラ・ディ・ターラント（Isabella di Taranto）とも呼ばれる。

## 生涯
父は南仏ラングドック出身の騎士で、一代でナポリ女王ジョヴァンナ2世の重臣に成り上がったコペルティーノ伯トリスタン・ド・クレルモン。母はターラント公ライモンド・オルシーニ・デル・バルツォとレッチェ女伯マリー・ダンギャンの間の娘カテリーナ。母方祖母マリーはナポリ王ラディズラーオ1世の3番目の王妃であった。
1445年5月30日、ナポリ王アルフォンソの庶子ながら後継者に定められたカラブリア公ドン・フェランテと結婚。アルフォンソはナポリ最大の諸侯ターラント公家の女子相続者を息子にあてがうことで、息子の庶子としての出生のハンディキャップを埋め、また息子に確固たる経済基盤を与えようと考えた。また同時に、息子を含めて王国内に自分の味方の封臣を少しでも多く作っておく必要があった。この結婚でターラント公一族はアルフォンソ王の同盟者とならざるを得なくなった。
1458年夫がナポリ王位を継ぐと王妃に、1463年伯父のターラント公ジョヴァンニ・アントニオの死でターラント女公となる。その2年後の1465年に死去し、遺骸はナポリのサン・ピエトロ・マルティーレ教会に安置された。

## 子女
夫との間に6子があった。
- アルフォンソ2世（1448年 - 1495年） - ナポリ王
- エレオノーラ（1450年 - 1493年） - フェラーラ公エルコレ1世・デステと結婚
- フェデリーコ1世（4世）（1452年 - 1504年） - ナポリ王（廃位）
- ジョヴァンニ（1456年 - 1485年） - ターラント大司教、枢機卿
- ベアトリーチェ（1457年 - 1508年） - ハンガリー王マーチャーシュ1世、のちウラースロー2世と結婚
- フランチェスコ（イタリア語版）（1461年 - 1486年） - サンタンジェロ公、ビシェーリエ侯爵

## 引用・脚注
1. ↑  Marcello Moscone, Isabella Chiaramonte, Regina di Napoli, Dizionario biografico degli italiani, vol. 62, 2004.